# Prix Brancati
Pour les articles homonymes, voir Brancati.

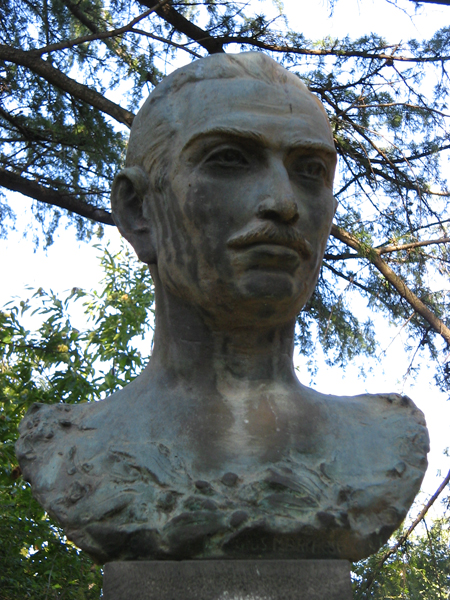
Buste de Vitaliano Brancati, qui a donné son nom au prix

Le prix Brancati est un prix littéraire italien, décerné annuellement en septembre à Zafferana Etnea, dans la province de Catane, en Sicile.

## Historique
Le prix est né en 1967 par la volonté de quelques écrivains siciliens d'honorer la mémoire de Vitaliano Brancati qui, comme d'autres écrivains tels que Luigi Capuana, Federico De Roberto ou Giovanni Verga, avait l'habitude de passer quelques mois de l'année, dans la paisible ville de Zafferana Etnea. Son roman Les Ardeurs de Paolo (Paolo il caldo), en fait, est situé à Zafferana, décrite comme l'un des lieux les plus évocateurs de l'Etna.
Le prix, grâce à la collaboration et à l'intervention de nombreux écrivains italiens et étrangers, tels que Alberto Moravia, Pier Paolo Pasolini, Ezra Pound, Leonardo Sciascia est devenu au fil du temps, un prix littéraire d'importance nationale en Italie.
La cérémonie de remise des prix s'accompagne d'un ensemble de conférences sur des questions diverses et actuelles de la littérature, avec des personnalités illustres des cultures italiennes et étrangères. Les différentes éditions ont accueilli des personnalités telles que Jorge Amado, Giuseppe Bonaviri, Vincenzo Consolo, Stefano D'Arrigo, Dacia Maraini, Elsa Morante, Ercole Patti, Lucio Piccolo de Calanovela, Cesare Zavattini et bien d'autres encore.
La première lauréate de l'Albo d'Oro a été, en 1968, Elsa Morante pour Le Monde sauvé par les gamins (Il mondo salvato dai ragazzini, Einaudi). Une section consacrée au journalisme et une consacrée aux traducteurs a été ajoutée vers le milieu des années 1980. En 1989, le prix est devenu « Prix Brancati - Zafferana pour la diffusion de la culture italienne dans le monde », afin de récompenser et de qualifier l'engagement des instituts culturels italiens à l'étranger.
En 1996, la section journalistique a été supprimée, et un prix de poésie, remporté par Maria Luisa Spaziani pour I fasti dell'Ortica (Mondadori) a été créé.
En 1998, la section consacrée aux traducteurs a été remplacée par un prix de l'essai qui a récompensé Paolo Mauri pour L'opera imminente (Einaudi).
Le Prix, toujours divisé en trois sections (roman, essai et poésie), est organisé par le département de la culture de la municipalité en collaboration avec la région Sicile, la province de Catane et l'université de Catane, qui se sont réunies pour mettre en place la « Fondation Brancati-Zafferana », un organisme destiné à favoriser la culture italienne au niveau international.
L'événement se déroule fin septembre à l'auditorium de l'ancien collège S. Anna.

## Liste des lauréats
- 1968 : Elsa Morante, Il mondo salvato dai ragazzini
- 1969 : Michele Pantaleone, Antimafia, occasione mancata
- 1970 : Prix non attribué
- 1971 : Prix non attribué
- 1972 : Salvatore La Francesca, La politica economica del fascismo
- 1973 : Giuseppe Bonaviri, L'isola amorosa
- 1974 : Ercole Patti, Gli ospiti di quel castello
- 1975 : Sebastiano Addamo, Il giudizio della sera
- 1976 : Maria Occhipinti, 	Una donna di Ragusa
- 1977 : Carlo Bernari, Napoli, silenzio e grida
- 1978 : Emanuel Carnevali, Il primo Dio
- 1979 : Luigi Malerba, Dopo il pescecane
- 1980 : Prix non attribué
- 1981 : Cesare Zavattini, Zavattini parla di Zavattini
- 1982 : Ida Magli, Gesù di Nazareth, tabù e trasgressione
- 1983 : Einaudi
- 1984 : Prix non attribué
- 1985 :
  - Essai : Matteo Donato
  - Fiction : Giuseppe Frazzetto, Luisa Paladino (ex aequo)
- 1986 : Stefano D'Arrigo, Cima delle nobildonne
- 1987 : Gianni Vattimo, Filosofia 86
- 1988 : Dominique Fernandez, Le Radeau de la Gorgone

- 1989 : Institut culturel italien de Paris
- 1990 : Institut culturel italien de Varsovie
- 1991 : Institut de la culture de Moscou
- 1992 : Institut Stet, José Saramago
- 1993 : Institut Luce, Barry Gifford
- 1994 : Encyclopédie Treccani , Alexandre Soljenitsyne , Jorge Amado
- 1995 : Prix non attribué

- 1996 :
  - Fiction : Salvatore Silvano Nigro, La tabacchiera di don Lisander
  - Poésie : Maria Luisa Spaziani, I fasti dell'ortica
  - Traduction : Martine Van Geertryden
- 1997 :
  - Fiction : Dacia Maraini, Dolce per sé
  - Poésie : Cesare Viviani, Una comunità degli animi
- 1998 :
  - Fiction : Francesco Biamonti, Le parole la notte
  - Essai : Paolo Mauri, L'opera imminente
  - Poésie : Giampiero Neri, 	Teatro naturale
- 1999 :
  - Fiction : Vincenzo Consolo, Lo spasimo di Palermo
  - Essai : Giuseppe Pontiggia, I contemporanei del futuro
  - Poésie : Valerio Magrelli, Didascalie per la lettura di un giornale
- 2000 :
  - Fiction : Serena Vitale, La casa di ghiaccio
  - Essai : Giorgio Abraham, Il sogno del secolo
  - Poésie : Mario Baudino, Colloqui con un vecchio nemico
- 2001 :
  - Fiction : Diego De Silva, Certi bambini
  - Essai : Gian Carlo Roscioni, Il desiderio delle Indie
  - Poésie : Nelo Risi, 	Altro da dire
- 2002 :
  - Fiction : Silvana Grasso, La pupa di zucchero
  - Essai : Lina Bolzoni, 	La rete delle immagini
  - Poésie : Giancarlo Majorino, Gli alleati viaggiatori
- 2003 :
  - Fiction : Simona Vinci, Come prima delle madri
  - Essai : Luca Clerici, Apparizione e visione
  - Poésie : Giovanni Raboni, Barlumi di storia
- 2004 :
  - Fiction : Andrea Canobbio, Il naturale disordine delle cose
  - Essai : Anna Tonelli, Politica e amore
  - Poésie : Antonio Riccardi, Gli impianti del dovere e della guerra
- 2005 :
  - Fiction : Rosetta Loy, Nero è l’albero dei ricordi, azzurra l’aria
  - Essai : Franco Cordero, Fiabe d’entropia
  - Poésie : Luigi Ballerini, Cefalonia
- 2006 :
  - Fiction : Nico Orengo, Di viole e liquirizia
  - Essai : Gianluigi Beccaria, Per difesa e per amore
  - Poésie : Franco Marcoaldi, Animali in versi
- 2007 :
  - Fiction : Antonio Pascale, Il filo e le tracce
  - Essai : Carlo Ginzburg, S’è fatta ora
  - Poésie : Gianni D'Elia, Trovatori
- 2008 :
  - Fiction : Andrea Bajani, Se consideri le colpe
  - Essai : Massimo Onofri, La ragione in contumacia
  - Poésie : Franco Loi, Voci d’osteria
- 2009 :
  - Fiction : Paolo Di Stefano, Nel cuore che ti cerca
  - Essai : Salvatore Lupo, Quando la mafia trovò l’America
  - Poésie : Rosita Copioli, Il postino fedele

### Années 2010 et suivantes
- 2010 :
  - Fiction : Rosa Matteucci, Tutta mio padre
  - Essai : Cesare De Michelis, Moderno antimoderno
  - Poésie : Pier Luigi Bacchini, Canti territoriali (Mondadori)
- 2011 :
  - Fiction : Marco Lodoli, Italia
  - Essai : Ermanno Rea, La fabbrica dell’obbedienza
  - Poésie : Milo De Angelis, Quell’andarsene nel buio dei cortili
- 2012 :
  - Fiction : Raffaele La Capria, Esercizi Superficiali (Mondadori)
  - Essai : Massimo Raffaeli, Bande à part (Gaffi)
  - Poésie : Eugenio De Signoribus, Trinità dell’esodo (Garzanti)
- 2013 :
  - Fiction : Alberto Capitta, Alberi erranti e naufraghi
  - Essai : Marco Santagata, Il romanzo della sua vita
  - Poésie : Claudio Damiani, Il fico sulla fortezza
- 2014 :
  - Fiction : Donatella Di Pietrantonio, Bella mia (Elliot)
  - Essai : Adriano Prosperi, Delitto e perdono (Einaudi)
  - Poésie : Mario Benedetti, Tersa morte (Mondadori)
- 2015 :
  - Fiction : Nadia Terranova, Gli anni al contrario (Einaudi)
  - Essai : Domenico Quirico, Il grande califfato (Einaudi)
  - Poésie : Roberto Deidier, Solstizio (Mondadori)
- 2016 :
  - Fiction : Concita De Gregorio, Mi sa che fuori è primavera (Feltrinelli)
  - Essai : Fabio Isman, Andare per le città ideali (Il Mulino)
  - Poésie : Mariangela Gualtieri, Le giovani parole (Einaudi)
- 2017 :
  - Fiction : Mauro Covacich, 'La città interiore (ed. La Nave di Teseo)
  - Essai : Pietro Bartolo et Lidia Tilotta, Lacrime di sale (Mondadori)
  - Poésie : Maria Attanasio, Blu della Cancellazione (ed. La Vita Felice)
- 2018 :
  - Fiction : Michele Mari, Leggenda privata (Einaudi)
  - Poésie : Franco Arminio (it), Cedi la strada agli alberi (Chiarelettere)
  - Jeunes : Nicola H. Cosentino, Vita e morte delle aragoste (Voland)